# ピーター・ブルック
ピーター・スティーヴン・ポール・ブルック（Peter Stephen Paul Brook CH CBE、1925年3月21日 - 2022年7月2日）は、イギリスの演出家、演劇プロデューサー、映画監督。コンパニオン・オブ・オナー勲章 (CH) と大英帝国勲章 (CBE) の叙勲者。

## 来歴
ロシアから亡命したユダヤ系の両親のもと、ロンドン西部に生まれる。ウェストミンスター・スクールとモードリン・カレッジに学ぶ。
- 1946年 - シェイクスピア記念劇場（現・ロイヤル・シェイクスピア・カンパニー (RSC)）の最年少招待演出家となる。
- 1952年 - 俳優・ローレンス・オリヴィエのプロデュースにより映画『三文オペラ』(The Beggar's Opera) で長編映画監督デビュー。
- 1960年 - フランス資本でマルグリット・デュラス原作・脚色の『雨のしのび逢い』を監督する。
- 1962年 - この年からロイヤル・シェイクスピア・カンパニー (RSC) を基盤に活動。
- 1971年 - 国際演劇研究センター（CIRT）をパリに設立、1974年から主宰を務める。
- 1983年 - 再びフランス資本で映画『カルメンの悲劇』(La tragédie de Carmen) を監督する。
- 1989年 - 『マハーバーラタ』(The Mahabharata) の舞台化を映像に収録して公開した。
- 2022年 - 7月2日パリで死去[2]。97歳没。

## 人物
アントナン・アルトーから影響を受けるとともに、初期には、伝統的な演出を排するかたちでの『ファウスト』などのグランド・オペラの演出や、イギリスの文学界、ならびに演劇界に強い影響を与えたアングリー・ヤング・メンの先駆的な作品である Saint's Day (1951)の演出などもしている。また、ジャン・コクトーやグレアム・グリーンとも交友があった。
革新的な演出で知られるが、怒鳴る、暴言を吐くなどの威圧的な行為を好まず、俳優に自信をもたせる演出方法をもちいた。
息子のサイモン・ブルックも映画監督。

## 評価
初期においては、伝統を重んじる、ブルックス・アトキンソンらの劇評家たちからの批判も多かったが、『シェイクスピアはわれらの同時代人』などを著わしたヤン・コット、自らのプロジェクトに招聘したジャン・ルイ・バローなどからは高く評価され、1970年のRSCの『夏の夜の夢』のころには、マスメディアからの評価も好意的なものが多くなった。

## 受賞歴
- 1991年 京都賞思想・芸術部門
- 1997年 高松宮殿下記念世界文化賞
- 2005年 ダン・デイヴィッド賞
- 2008年 国際イプセン賞

## 舞台

### RSC
- 尺には尺を（1950年）ジョン・ギールグッド主演
- 冬物語（1952年）ジョン・ギールグッド主演
- タイタス・アンドロニカス（1958年）ローレンス・オリヴィエ主演
- リア王（1962年）ポール・スコフィールド主演
- マルキ・ド・サドの演出のもとにシャラントン精神病院患者たちによって演じられたジャン＝ポール・マラーの迫害と暗殺（1964年）
- 夏の夜の夢（1971年）ベン・キングズレー、パトリック・スチュワート主演

### RSC以外
- ハムレット ポール・スコフィールド主演
- オイディプス ジョン・ギールグッド主演

## 映画
- 三文オペラ The Beggar's Opera （1953年）監督
- 雨のしのび逢い Moderato cantabile （1960年）監督
- 蝿の王 Lord of the Flies （1963年）脚本/監督
- Ride of the Valkyrie （1967年、短編）脚本/監督
- マルキ・ド・サドの演出のもとにシャラントン精神病院患者たちによって演じられたジャン＝ポール・マラーの迫害と暗殺 Marat/Sade （1967年）監督
- テル・ミー・ライズ Tell Me Lies （1968年）製作/脚色/監督
- リア王 King Lear （1971年）脚本/監督
- 注目すべき人々との出会い Meetings with Remarkable Men （1979年）脚本/監督
- 尺には尺を Mesure pour mesure （1979年、テレビ映画）監督
- La Cerisaie （1982年、テレビ映画）監督
- カルメンの悲劇 La tragédie de Carmen （1983年）脚色/監督
- スワンの恋 Un amour de Swann （1983年）脚本
- グルジェフ-神聖舞踏 Sacred Dances （1984年、ドキュメンタリー）製作
- マハーバーラタ The Mahabharata （1989年）脚本/監督

## 著書
- なにもない空間 The Empty Space （1968年）高橋康也, 喜志哲雄 訳 晶文社 1971 (晶文選書) ISBN 4794921675
- 殻を破る―演劇的探究の40年  The shifting point  (1989年) 高橋康也他訳 晶文社 1993
- 秘密は何もない There Are No Secrets （1993年） 喜志哲雄, 坂原真里 訳 早川書房 1993 ISBN 4152078243
- ピーター・ブルック回想録 Threads of Time: Recollections （1998年）河合祥一郎 訳 白水社 2000 ISBN 4560035628